# 欧阳明 (外交官)
欧阳明（1838年—1902年），字辉庭，号锦堂，广东香山人，曾任大清国驻美国纽约领事、驻金山总领事。

## 生平
1838年，欧阳明出生于广东省香山县得能都大岭村（今属中山市火炬开发区六和社区）的一个书香世家，是唐代名书法家欧阳询、北宋文学家欧阳修的后人，欧阳询的第52代孙。青年时，欧阳明勤奋好学，凭借优异的科考成绩被清政府授官，历获直隶州知州、知府、布政司衔， 曾任驻美国纽约领事、驻旧金山总领事等职。
欧阳明是清政府在美国的外交工作的开拓者之一。派驻美国期间，欧阳明积极维护在美华人利益，并参与促成中国向美派遣留学生。1872年，首批中国留美幼童抵达，其中包括欧阳明的堂弟欧阳庚。
光绪九年（1883年）二月，出使美日秘大臣郑藻如奏准设置驻纽约领事。1883年3月，欧阳明被任命为首位大清国驻纽约领事。同年，举荐毕业于耶鲁大学的堂弟欧阳庚到駐紐約領事館任勤務。1885年9月，欧阳明被改任为大清国驻金山总领事。1886年2月，华盛顿州的排华暴乱愈演愈烈，欧阳明于1886年2月13日就此事致信华盛顿领地總督華生·斯奎爾。1886年4月27日，欧阳明再次致信斯奎尔，感谢他在二月暴乱期间保护中国侨民，并希望斯奎尔不要撤走驻扎在西雅图的部队，防止反华骚乱再度爆发。
光绪八年（1886年），清政府以欧阳明祖父欧阳善培的表字“庆馀”为名诰封该家族一座牌坊，以表彰其子孙为外务工作中的功勋。欧阳明亲自主持兴建“庆馀坊”，并在牌坊前种下榕树。

## 家庭
欧阳明育有三子：长子欧阳干华，字琴轩，毕业于耶鲁大学，在旧金山从医；次子欧阳干馨，字锡添，在家乡务农，擅长以中草药医治痈疮及喉症；三子欧阳干秋，字日如，毕业于耶鲁大学财经学院，曾任广东官银钱局总办、津浦铁路总稽核、上海永安公司财政总办等职。

## 相关
民國十二年《香山县志续编》卷九记载：“欧阳明，大岭人，字锦堂。直隶州知府，纽约总领事。”
2008年，广东教育出版社将“庆餘坊”小街列入中山十条名街，并将其编入乡土教材第五册。现存牌坊为欧阳家族人在1980年代重修，是一座黄瓦灰砖的仿古水泥牌坊，正面书有“庆餘坊”三字，背面书写“满堂光”三字，牌坊上有山水、花鸟及人物古诗词等，门洞能容两人并肩而过。欧阳明亲手栽培的古榕树仍矗立在岐关公路新步头车站旁。

## 备注
1. ↑  一说1848年出生[1]
2. ↑  一说为第43代孙[3]
3. ↑  中文简体资料中也作“庆余坊”